# Департамент археологии (Непал)
Департамент археологии Непала — главная организация по вопросам археологических исследований и охраны культурного наследия при правительстве Федеративной Демократической Республики Непал. Был основан в 1953 году в составе Министерства образования, с 1981 года в составе Министерства образования и науки, с 1995 года передан Министерству молодёжи, спорта и культуры. В 2000—2008 годах Департамент входил в Министерство культуры, туризма и гражданской авиации Непала, в 2008—2009 — в Министерство мира и восстановления, в 2009—2011 — в Министерство по делам юстиции и парламента.
По состоянию на 2015 год Департамент археологии снова вошёл в состав Министерства культуры, туризма и гражданской авиации. После землетрясений 2015 года Департамент занимается реконструкцией разрушенных строений Катманду. Главное управление Департамента находится в Катманду, генеральный директор — Бэш Нараян Дахал.